# Alicja Kurnatowska
Alicja Stanisława Kurnatowska (ur. 13 listopada 1931 w Pabianicach, zm. 27 czerwca 2022) – polska lekarz ginekolog, parazytolog, prof. dr hab.

## Życiorys
W 1955 ukończyła studia w Akademii Medycznej w Łodzi. Już od 1951 pracowała w macierzystej uczelni, w Katedrze i Zakładzie Biologii, następnie w Katedrze Biologii i Parazytologii Lekarskiej, która kierowała w latach 1991-2002. W 1963 obroniła pracę doktorską napisaną pod kierunkiem Rościsława Kadłubowskiego, w 1968 uzyskała stopień doktora habilitowanego, w 1977 stanowisko profesora nadzwyczajnego, w 1989 tytuł profesora zwyczajnego.  Od 1983 kierowała Ośrodkiem Leczenia Chorób Pasożytniczych i Grzybic AM w Łodzi, przez 18 lat była zastępcą dyrektora Instytutu Biologiczno-Morfologicznego tej uczelni. Przeszła na emeryturę w 2008. 
Od 1995 była członkiem Łódzkiego Towarzystwa Naukowego, w 2001 została członkiem honorowym Polskiego Towarzystwa Parayztologicznego

## Ordery i Odznaczenia
- Złoty Krzyż Zasługi[2][3]
- Krzyż Kawalerski Orderu Odrodzenia Polski[2][3]
- Krzyż Oficerski Orderu Odrodzenia Polski (2002)[6]
- Medal Komisji Edukacji Narodowej[2][3]